# Sophus Schmidt
Christian Dietrich Sophus Schmidt (* 17. Dezember 1792 in Suderburg; † 19. April 1841 in Celle) war ein deutscher Befreiungskämpfer, Gutsbesitzer und Verwaltungsjurist im Königreich Hannover.

## Leben
Sophus Schmidt war der Sohn des früh verstorbenen Gutsbesitzers Carl Ludwig Schmidt in Suderburg und seiner Ehefrau Margaretha Elisabeth Schmidt geb. Köllmann. Sein Vormund war der Bürgermeister Willrich in Uelzen. Er studierte Rechtswissenschaften an den Universitäten Heidelberg und Göttingen. In Heidelberg schloss er sich zunächst der Landsmannschaft der Guestphalen an und wurde dann Mitglied des Corps Hannovera Heidelberg. Nach seinem Wechsel nach Göttingen wurde er sofort Mitglied des Corps Hannovera Göttingen. Während seines Studiums wurde er von seinen Kommilitonen auf Stammbuchblättern Der große Sophus genannt. Nach der Überlieferung der Stammbücher war er ein ungewöhnlich guter Fechter und eine starke Persönlichkeit. 1813 setzte er gegen einen Teil der Hannoveraner in Göttingen durch, dass sie sich vom Clubb zum Corps erklärten. Großes Aufsehen verursachte zu dieser Zeit das Duell zwischen ihm und dem Grafen Eduard von der Schulenburg, das in den Göttinger Universitätsgerichtsakten überliefert ist. Beide Duellanten erhielten von der Universität vorübergehend das Consilium abeundi. An den Befreiungskriegen nahm er (zuletzt als Leutnant) im Bataillon Lüneburg teil. Er nahm als Kornett im Alleingang einen für das Gefechtsgeschehen an der Elbe wichtigen französischen Kurier gefangen und beschaffte damit für die Schlacht an der Göhrde entscheidende Informationen. 1814 nahm er seinen Abschied aus dem Militärdienst. Er trat in den hannoverschen Verwaltungsdienst ein und wurde zunächst Amtsauditor, bald danach Amtsschreiber in Hann. Münden. Von 1826 bis 1830 war Sophus Schmidt Amtsassessor im Amt Bleckede. Wegen einer schweren Erkrankung ging er in den Ruhestand, den er in Celle verlebte. Er war Erbe und Besitzer des Allodial-Gutes in Suderburg. 
Schmidt heiratete im November 1815  Christiane Friederica geb. Osiander, die Tochter des Hofrats und Mediziners Friedrich Benjamin Osiander, mit der er vier Söhne und drei Töchter hatte.